# Brens, Ain
Brens är en kommun i departementet Ain i regionen Auvergne-Rhône-Alpes i östra Frankrike. Kommunen ligger  i kantonen Belley som ligger i arrondissementet Belley. Kommunens areal är 6,9 km². År 2022 hade Brens 1 117 invånare.

## Befolkningsutveckling
Antalet invånare i kommunen Brens
Referens: INSEE